# Kochofen
Der Kochofen ist ein 1916 m ü. A. hoher Berg in den Schladminger Tauern. Sein Nordostgrat bildet einen markanten, Kniepass genannten Rücken, der nochmals 1628 m erreicht.
Der Kochofen liegt in einem Nord-Süd ausgerichteten Kamm, der das Sattental im Westen vom Kleinsölktal im Osten trennt. Über diesen Gras- und Schuttkamm führt ein unschwieriger, markierter Weg über das Schladminger Törl (1945 m ü. A.) zum Spateck (2256 m ü. A.).
Der Aussichtsberg ist von Michaelerberg in der Gemeinde Michaelerberg-Pruggern sowie von Kleinsölk in der Gemeinde Sölk aus begehbar.
Der Namensteil „-ofen“ ist auf eine alte Bezeichnung für markante Felsen zurückzuführen, die in der Steiermark und in Kärnten mehrfach vorkommt. Der Kochofen ist aus Glimmerschiefer aufgebaut, der dem regional auftretenden Wölzer Kristallinkomplex zugeordnet wird. Nördlich des Kniepass befindet sich ein ungefähr West-Ost-verlaufendes Kalkmarmor-Band.